# Bretesuchus

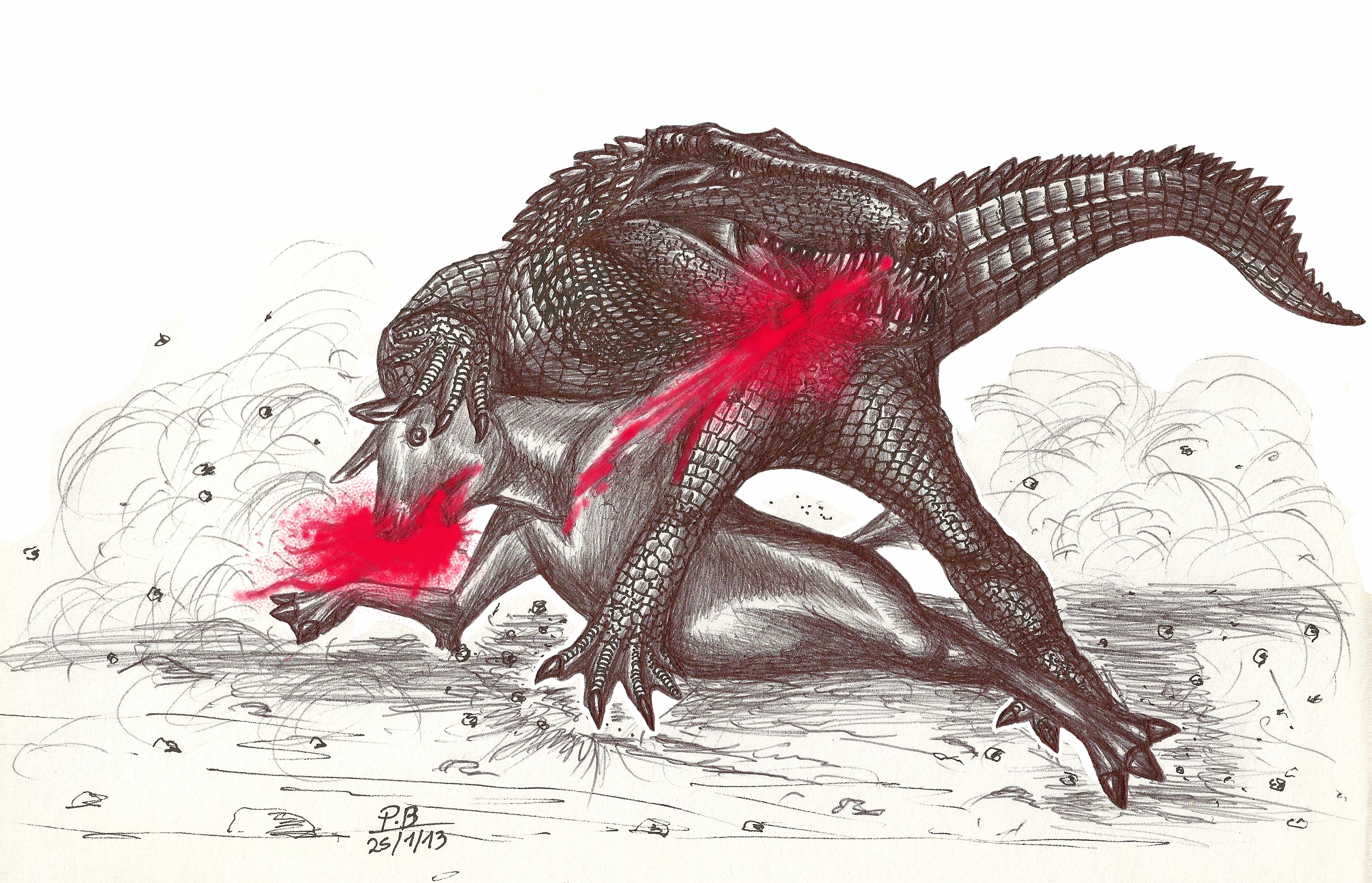
Bretesuchus atacando un mamífero notoungulado (hipotético).

Bretesuchus es un género extinto de mesoeucrocodiliano sebecosuquio incluido dentro de la familia Sebecidae. Sus fósiles se han hallado en la formación Maíz Gordo del noroeste de Argentina y datan de finales del Paleoceno. El premaxilar altamente curvado muestra que este pertenecía al suborden Sebecosuchia, un grupo de crocodilomorfos carnívoros terrestres mayormente suramericanos dotados de distintivos hocicos lateralmente comprimidos. Era un superdepredador, con una longitud total aproximada de 4 metros.
Bretesuchus fue asignado originalmente a su propia familia, Bretesuchidae la cual fue determinada como el grupo más próximo a Sebecus. En 2007, una especie de Sebecus, S. querejazus del Paleoceno Inferior de la Formación Santa Lucía en Bolivia, fue reclasificado como un bretesúquido. También le fue dado su propio nombre de género, Zulmasuchus. Sin embargo, análisis filogenéticos recientes encontraron que Bretesuchidae estaba incluido dentro de Sebecidae, y por tanto es sinónimo con este. Se encontró que Zulmasuchus estaba cercanamente relacionado con Sebecus, como se había propuesto originalmente.

## Etimología
Bretesuchus fue nombrado por Zulma Gasparini, Marta Fernández y Jaime E. Powell en 1993 y la especie tipo es Bretesuchus bonapartei. El nombre del género se refiere a la localidad de "El Brete", donde se hallaron sus restos fósiles, y suchus, la forma latinizada del griego souchos, un dios egipcio con cabeza de cocodrilo. El nombre de la especie en homenaje de José Bonaparte.